# Eselsklinge (Beltersroter Bach)
Die Eselsklinge ist ein etwa einen Kilometer langes, nach Osten orientiertes Waldtal im baden-württembergischen Hohenlohekreis am Rande der Waldenburger Berge zu ihrem flacheren Vorland. Der es auf seinem Oberlauf durchfließende Bach wendet sich vor ihm auf nördlichen Lauf und mündet nach etwa 31⁄3 km östlich des Weilers Beltersrot der Gemeinde Kupferzell von rechts in den unteren Beltersroter Bach.

## Geographie

### Verlauf
Der Bach aus der Eselsklinge entsteht an deren Westrand am Hang unter dem Ansatz des nordöstlichen Bergsporns Mühlberg, des höchsten Bergs der Waldenburger Berge. Er entsteht aus mehreren aufgefiederten kleinen Waldklingenbächen mit nur periodischem Durchfluss, zuweilen abrutschenden steilen Mergelhängen und niedrigen Felswänden, deren Sohle von Schotter bedeckt ist, aus dem zuweilen kleine Quellen austreten. An manchen Hangteilen laufen Blockhalden herab.
Die höchste Quelle liegt auf etwa 475 m ü. NHN etwa 1,0 km ostnordöstlich des Einzelhofes Laurach der Kleinstadt Waldenburg. Nach etwa 300 Metern hat der dort beginnende nordwestliche Hauptquellast die anderen Äste des Quelllaufbüschels aufgenommen und der Bach fließt anschließend geschlungen bis mäandrierend etwa ostwärts.
Das Tal weitet sich nun, das Gefälle nimmt ab, das Sediment im meist schmalen, bis zu zwei Metern eingetieften Lauf wird sandig. Zuweilen hat er Verbreiterungen, in denen sich das Schwarzwild suhlt. Eschen und vor allem Schwarzerlen stehen nun oft am Lauf. 
Zwischen den das Waldtal begleitenden, schon tief abgestiegenen Spornen öffnet sich eine Wiesenaue und ein Wirtschaftsweg quert den dort von einer Galerie begleiteten Bach, der nun dank einer nahen Quelle beständigeren Durchfluss hat. Nach weniger als 200 Metern fließt der Bach wieder in ein Talwäldchen ein, in dem er sich bald, nach einem mit seinem Vorteich zusammen 0,3 ha großen Teich am linken Ufer auf etwa 373 m ü. NHN, nordwärts wendet.
Er rückt an den Westrand des Wäldchens, das sich zu einem Auenwaldstreifen verengt, und fließt einen halben bis zwei Meter breit meistens flach in der Aue, mäandrierend mit teils abgebrochenen Prallufern und Gleitufern mit aufgeschütteten Schotterbänken, stellenweise auch mit Gumpen im Lauf. Mancherorts gabelt er sich auch kurz zu Teilläufen auf. Das Sediment auf dem Grund ist erdig bis feinkörnig.
Auf den letzten zweihundert Metern läuft er in einem kahlen, gerade gezogenen Graben zwischen einem Acker links- und einer Wiese rechtsseits. Dann fließt er auf etwa 361 m ü. NHN von rechts und Süden dem Beltersroter Bach zu, der dort zwischen dem Weiler Beltersrot von Westernach im Westen und dem Weiler Kupfer von Übrigshausen im Osten gerade die Gemeindegrenze zwischen Kupferzell und Untermünkheim quert.
Der Bach aus der Eselsklinge mündet nach etwa 3,3 km langem Lauf mit mittlerem Sohlgefälle um 35 ‰ rund 114 Höhenmeter unterhalb seiner höchsten Quelle am Mühlberg-Ansatz.

### Einzugsgebiet
Der Bach aus der Eselsklinge hat ein etwa 1,6 km² großes Einzugsgebiet. Der größte Teil der vom Oberlauf durchflossenen Waldklinge gehört naturräumlich zu den Waldenburger Bergen, einem Unterraum der Schwäbisch-Fränkischen Waldberge, der übrige, tiefer gelegene zum Unterraum Kupferzeller Ebene und Kocheneck der Hohenloher und Haller Ebene. Mit 523,7 m ü. NHN ist der höchste Punkt der Gipfel des Mühlbergs, des Bergsporns linksseits der Eselsklinge.
Die Berghöhen beidseits von dieser und die Hänge darunter sind vollständig von Wald bedeckt, der Klingengrund weit überwiegend, diese geschlossene Bewaldung nimmt insgesamt wenig über die Hälfte des Einzugsgebietes ein. Auch im weiteren Verlauf ist der Bach auf langer Strecke von dort allerdings nur schmalen Waldbändern begleitet. Der kleinere Offenlandanteil besteht in der Klingenaustrittsbucht aus Wiesen, mündungsnäher dann meist aus Äckern.
Die Hänge und Höhen um die obere Eselsklinge gehören zum Stadtgebiet von Waldenburg, der überwiegende Teil der Klinge und auch des gesamten Einzugsgebietes dagegen zur Gemeindeteilgemarkung Westernach von Kupferzell. Am Ostrand rechtsseits des Unterlaufs hat das zur Gemeinde Untermünkheim gehörende Übrigshausen ebenfalls einen kleinen Gebietsanteil. Besiedlung gibt es nirgends.
Reihum grenzen die Einzugsgebiete der folgenden Nachbargewässer an:
- Im Nordwesten jenseits des Mühlberg-Sporns fließt der Goldbach in Gegenrichtung zur Bibers, die weit oben den Kocher speist;
- den Abfluss zur anderen Seite im übrigen Norden nimmt der Beltersroter Bach vor dem Abfluss der Eselsklinge auf, der über die Kupfer weit unten dem Kocher zuläuft;
- im Osten konkurriert der Kupfer-Oberlauf vor dem Zufluss des Beltersroter Bachs;
- im Südosten liegt das Kupfermoor, das vom ersten Kupfer-Zufluss Kupfermoorbach entwässert wird;
- im Süden liegt das Quellgebiet des Sperbersbachs, der über den Dobelbach zwischen den beiden schon genannten Zuflüssen von ihm in den Kocher entwässert;
- im Südwesten läuft das Altenhaubächle unterhalb des Goldbachs zur Bibers.

## Geologie
Um das obere Ende der Eselsklinge erhebt sich das Bergland linksseits bis auf den Kieselsandstein (Hassberge-Formation) auf dem Mühlberg, an dessen Hang dann die Unteren Bunten Mergel (Steigerwald-Formation) und der Schilfsandstein (Stuttgart-Formation) bis in halbe Höhe herab ausstreichen. Rechtsseits ist die höchste Schicht der Schilfsandstein, der im Waldgewann Sand in breiter Ebene liegt und sich rechts der Klinge hinaus auf den Sporn rechtsseits des Waldtales erstreckt. Die höchsten Oberlaufklingen beginnen allenfalls in den Unteren Bunten Mergel, meist im Schilfsandstein.
Im viel mehr Fläche umfassenden tieferen Einzugsgebiet liegt jedoch Gipskeuper (Grabfeld-Formation), in den sich schon die beiden Hauptquelläste des Bachs eingegraben haben. In diesen hat der Bach ein Schwemmlandband sehr variabler Breite um sich eingelagert. Auf etwa den letzten 300 Metern fließt der Bach dann in einer dort breiten Auenlehmzone um den Beltersroter Bach.

## Natur und Schutzgebiete
Das gesamte Einzugsgebiet gehört zum Naturpark Schwäbisch-Fränkischer Wald.

## Tourismus
Ein mit blauem Punkt markierter Wanderweg des Schwäbischen Albvereins vom Streifleswald bei Schwäbisch Hall nach  Waldenburg quert am Westrand des Einzugsgebietes den Spornansatz des Mühlbergs.

### LUBW
Amtliche Online-Gewässerkarte mit passendem Ausschnitt und den hier benutzten Layern: Lauf und Einzugsgebiet des Bachs aus der Eselsklinge

Allgemeiner Einstieg ohne Voreinstellungen und Layer: Daten- und Kartendienst der Landesanstalt für Umwelt Baden-Württemberg (LUBW) (Hinweise)
1. 1 2 3  Höhe nach dem Höhenlinienbild auf dem Hintergrundlayer Topographische Karte.
2. ↑  Länge nach dem Layer Gewässernetz (AWGN), ergänzt um ein kleines, auf der Gewässerkarte nicht berücksichtigtes Anfangsstück, das auf dem Hintergrundlayer Topographische Karte abgemessen wurde.
3. ↑  Einzugsgebiet abgemessen auf dem Hintergrundlayer Topographische Karte.
4. ↑  Seefläche nach dem Layer Stehende Gewässer.
5. ↑  Natur teilweise nach dem Layer Geschützte Biotope.
6. ↑  Schutzgebiete nach den einschlägigen Layern.

### Andere Belege
1. ↑  Wolf-Dieter Sick: Geographische Landesaufnahme: Die naturräumlichen Einheiten auf Blatt 162 Rothenburg o. d. Tauber. Bundesanstalt für Landeskunde, Bad Godesberg 1962. → Online-Karte (PDF; 4,7 MB)
2. ↑  Geologie nach den Layern zu Geologische Karte 1:50.000 auf: Mapserver des Landesamtes für Geologie, Rohstoffe und Bergbau (LGRB) (Hinweise)